# حشره‌خوار کور آسام
 حشره‌خوار کور آسام (نام علمی: Anourosorex assamensis) نام یک گونه از سرده حشره‌خوارهای کور است.